# 조선민주주의인민공화국 내무성
내무성(內務省)은 1948년 9월 설립된 조선민주주의인민공화국의 중앙 행정 부처이다. 치안·지방행정·선거·소방·민방위 등에 관한 사무와 지방자치단체를 감독하는 일을 담당한다.
공화국 정부조직과 정원, 공무원의 인사·윤리·복무·연금, 상훈 등을 관리하며, 지방재정·지방세 등은 재무성에서 관리한다.

## 연혁
- 1948년 9월 - 내무성 신설.

## 역대 상, 부상

### 역대 내무상
- 박일우(1948.09.02 - )[1]
- 방학세(1953.06.07 - )
- 방학세(1957.09.20 - )
- 박문규(1960.10.23 - 1962.10.22.)
- 박문규(1962.10.23 - )
- 박성철(1967.12.16 ∼ )

### 역대 부상
- 강상호 1948.09.02. ~ 1948.10.06.
- 남일 1948.10.06. ~ 1949.08.18.
- 강상호 1949.08.18. ~ 1955.08.18.
- 리필규 1955.08.18. ~ 1961.01.08.

#### 역대 수석부상
- 리필규 1961.01.08. ~ 1961.08.18.

#### 역대 차석부상
- 강석숭(姜錫崇), 1961년 1월 8일 ~ 1961년 8월 18일

## 하부 조직
- 중앙선거지도위원회
- 인사운영처
- 인사혁신처
- 정치국
- 총무국
- 자치행정국
- 치안총국

## 같이 보기
- 지방행정성
- 지방경리성
- 도시경영성
- 내각사무처